# Niccolò Vitelli

Stemma Vitelli

Niccolò Vitelli (Città di Castello, 1414 – Città di Castello, 6 gennaio 1486) è stato un condottiero italiano, membro della famiglia Vitelli di Città di Castello e signore della città.

## Biografia

### Origini ed esordi
La figura di Niccolò Vitelli si distinse bene tra quelle dei grandi politici che dominavano lo scacchiere politico dell'Italia centro-settentrionale del XV secolo. Nato nel 1414 da Giovanni Vitelli, mercante tifernate, e da Maddalena Gherardo dei marchesi di Petriolo, Niccolò rimase orfano di padre all'età di due anni, e fu per questo affidato allo zio Vitellozzo, il quale insistette per fargli compiere gli studi, in cui Niccolò eccelleva, grazie anche alla grande memoria; in particolare, egli era portato nello studio della storia e della politica. Riuscì così a formarsi nonostante i continui esili, patiti a causa delle azioni di Vitellozzo suo zio, il che gli consentì di diventare Pretore nelle seguenti città italiane : Firenze (1451), Perugia (da gennaio a giugno del 1452), Siena (dal giugno a dicembre 1452), Genova e Spoleto. Tornato a Città di Castello, fu sempre impiegato in vari incarichi dalla grande rilevanza ; il personaggio di Niccolò comunque, va subito descritto come un carattere non proprio bonario, dalla grande avidità. Infatti, nel 1463 , il Vitelli, lavorando per il catasto del Comune di Città di Castello, scoprì alcune terre non allibrate, e, per ringraziarlo, si decise che quelle terre fossero date al Vitelli per un terzo del prezzo reale; ma Niccolò non si curò altrettanto di pagare i suddetti possedimenti, come testimoniato dal fatto che non esistano documenti riguardanti i pagamenti avvenuti, con i precedenti proprietari che non alzarono la voce per timore del Vitelli. Così descrive l'accaduto Giovanni Muzi, storico tifernate:
(Giovanni Muzi, "Memorie Ecclesiastiche e Civili di Città di Castello", Città di Castello, 1844, Volume I, Capo XIV,pag.31)
Della grande ambizione di Niccolò Vitelli se ne ha testimonianza quando, dopo che il Papa Paolo II nominò Lorenzo Giustini (1430-1487) commissario di Città di Castello, e pensando che la rivale famiglia Fucci volesse appoggiare il Giustini, ordì una congiura con alcuni dei suoi più fidi uomini, progettando un piano che prevedeva che si appiccasse il fuoco in una casa nel centro di Città di Castello, ed una volta sopraggiunti i Fucci, questi sarebbero stati truicidati tutti; quella notte però, i rivali non sopraggiunsero, e il Vitelli ordinò che ci si recasse direttamente alle case degli avversari. Questa volta, Niccolò e i suoi uomini riuscirono a trovare le loro prede, ed uccisero otto dei Giustini e nove dei Fucci, realizzando un vero e proprio massacro (7-8 aprile 1468). Intervenuto il Papa, che nominò un nuovo Commissario, Lorenzo Zane, quest'ultimo ordinò che Niccolò fosse tenuto ad andare a Roma per ricevere un salvacondotto, e nel caso in cui il Vitelli avesse declinato questa offerta, Niccolò avrebbe dovuto stare ad almeno cinquanta miglia da Città di Castello; ma queste richieste non erano di gradimento per il Vitelli, che rifiutò le imposizioni fattegli, e costrinse il Commissario ad abbandonare la città con centocinquanta uomini. Così Niccolò poté prendere il controllo su Città di Castello a discapito della fazione di Lorenzo Giustini che chiese aiuto al Papa Sisto IV. Temendo il ritorno dei rivali, il Vitelli iniziò subito le opere per il rafforzamento delle mura di Città di Castello, che furono progettate dall'architetto Gasparino di Antonio Lombardo. Le previsioni di Niccolò si rivelarono esatte: infatti il Papa inviò in Umbria il Cardinale Giuliano della Rovere (28 giugno 1474) che procedette ad attaccare la città che si difese strenuamente per molti giorni sotto la guida del Vitelli, prima di cadere, flagellata anche dall'assenza di grano e bestiame. Il Papa inviò, il 23 agosto dello stesso anno, il gonfaloniere Federico da Montefeltro per intavolare le trattative di pace con il Vitelli; quest'ultimo, protetto da Ferrante d'Aragona di Napoli, dettò come sua condizione di avere salva la vita, mentre la controparte volle che il Vitelli abbandonasse la città per recarsi dal cardinale Della Rovere e quindi a Roma, per chiedere il perdono al Papa. Fu così che il tifernate fu dichiarato ribelle e gli furono anche confiscati tutti i suoi averi, ricevendone comunque il prezzo (trentamila fiorini); gli fu inoltre imposto di stare almeno a quindici miglia dai confini tifernati. In ragione di questo provvedimento, Niccolò andò a vivere, con tutta la sua famiglia ed altri fuoriusciti, a Castiglion Fiorentino (AR). La giurisdizione della città tifernate fu invece assegnata al ducato d'Urbino. 
Il 4 dicembre 1474 Niccolò Vitelli si portò ad Urbino, per verificare l'attestato di stima dei suoi beni; il giorno seguente, a Città di Castello, arrivarono le bolle papali che proibivano a chiunque di avere rapporti con il Vitelli. Quest'ultimo, però, non aveva mai abbandonato l'idea di riprendere Città di Castello, cosa che avvenne il 18 ottobre 1475, quando, con l'aiuto dei fiorentini, un gruppo nutrito di uomini del partito vitellesco entrò in città e iniziò l'assedio del Palazzo dei Priori, di cui non riuscì a conquistare la torre. Credendo che la città fosse nelle salde mani di suoi uomini, il Vitelli si precipitò in Umbria, ma al suo arrivo, la sera del 19 ottobre, scoprì che nella torre vi è rinchiuso Lorenzo Zane.
Presa la decisione di voler far fuoco contro la stessa torre, gli arrivò la notizia che Braccio Baglioni si avvicinava a Città di Castello alla testa di circa ottomila uomini e per questo il Vitelli fu costretto a fuggire con altri cento dei suoi uomini. Questa volta la punizione decisa per Niccolò fu più drastica: il 26 ottobre il Consiglio dei Priori, con il benestare di Zane, decretò la pena di morte per il Vitelli, mettendo anche una taglia sulla sua testa. Il vescovo di Spalato ordinò quindi che fossero impiccati tutti quelli che avessero appoggiato la congiura del Vitelli, scatenando così una carneficina, dove furono impiccati e decapitati molti uomini. Tuttavia, Niccolò poteva sempre contare su circa milleduecento uomini dalla sua parte.

### Dopo la Congiura dei Pazzi
La svolta in favore dei Vitelli si ebbe nel 1478, quando, a Firenze, fu messa in atto la Congiura dei Pazzi, contro i Medici, che ebbe l'appoggio di Sisto IV, il quale provvide ad inviare a Firenze le milizie, e tra queste vi erano quelle tifernati condotte da Lorenzo Giustini. Al fallimento del complotto, Giustini riuscì a malapena a fuggire dalla città toscana, mentre il Vitelli veniva nominato Commissario dei Fiorentini. Così, l'11 agosto 1478, Niccolò discese nuovamente a Città di Castello, alla testa di circa tremila fanti, e iniziò l'assedio; il Duca d’Urbino, al quale la città era affidata, propose la pace ai fiorentini, che accettarono le sue condizioni, e così il Vitelli dovette desistere. Ritornò, caparbio, all'assedio di Città di Castello, nel 1479, con il paese tifernate sempre difeso dal Giustini. Dopo molti assedi e passati alcuni anni, finalmente Niccolò riuscì a rientrare in Città di Castello, il 19 giugno 1482, al seguito di un nuovo attacco; il 28 ottobre dello stesso anno, il Vitelli prese i primi provvedimenti contro il suo rivale storico, Lorenzo Giustini, dichiarandolo ribelle, assieme ai suoi figli e agli appartenenti del suo partito.

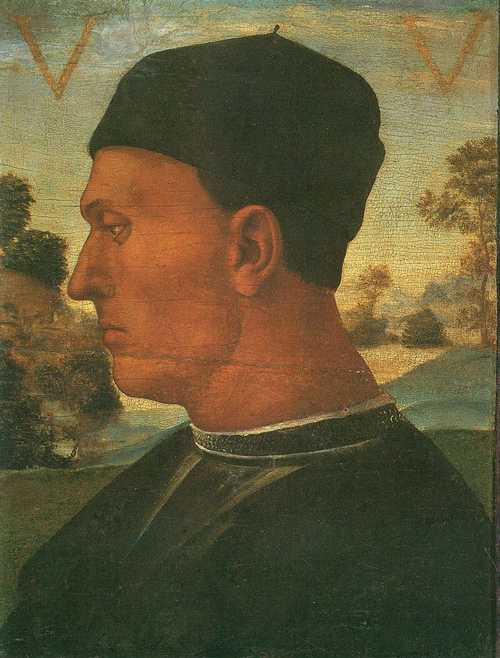
Luca Signorelli, Ritratto di Vitellozzo Vitelli (1492-1496 circa)

Il 30 novembre, nel Palazzo dei Priori, venne sancita la signoria di Niccolò Vitelli su Città di Castello, e venne decretato anche il diritto di successione del titolo per i figli maschi della famiglia. Ma il Giustini non volle arrendersi, e l'11 settembre 1483 tentò l'offensiva sulla città tifernate: si accampò con i suoi uomini a Sant'Angelo di Corzano, un colle a ridosso della città , ma venne sorpreso nottetempo da Camillo, Giovanni e Paolo, figli di Niccolò, che, mentre i primi due ingannarono il Giustini, il terzo, attaccò frontalmente i nemici; i quali, datisi alla fuga, lasciarono molte cose nel campo alla mercé dei vitelleschi . Nel giorno di Natale del 1483, arrestato suo figlio Camillo a Celalba, una frazione del comune di San Giustino (PG), Niccolò si precipitò a liberarlo, e si apprestò all'assedio di Celalba, ma, seppur provando qualsiasi mezzo per sfondare la resistenza dei papali, non riuscì a concludere nulla, ed anzi fu costretto a ritornare a Città di Castello da una forte nevicata e dal quasi arrivo di Lorenzo Giustini, che aveva con sé molti uomini. Intanto, Niccolò provvide anche a dare una stabilità politica alla sua patria, e così intavolò le trattative con Firenze e lo Stato della Chiesa; con lo stato toscano, si decise che entrambe le città avrebbero dovuto essere partecipi in caso di guerra dell'altra, ed inoltre, si organizzò un vero e proprio “scambio” di funzionari politici e soldati, da inviare ogni anno. Invece, la pace con la Chiesa fu stipulata per mezzo delle azioni compiute dal Re di Napoli Ferrante I, che entrò nello Stato Pontificio con un esercito enorme, e incitò così la famiglia Colonna a combattere il Papa, Sisto IV, il quale si apprestò immediatamente a stipulare la pace con Città di Castello, che venne resa ufficiale il 3 maggio 1484. Con questa tregua, il Papa obbligò Niccolò ad inviare i suoi figli Vitellozzo, Camillo e Paolo a Roma, mentre Giovanni fu mandato al soldo dei veneziani, mentre il Vitelli ottenne di veder reintegrati alcuni suoi antichi diritti. La pace fu resa ancor più reale il 16 agosto 1484, quando, nella Cattedrale di San Florido, alla presenza del vescovo Bartolomeo Maraschi, le famiglie Vitelli e Fucci si abbracciarono, e fu così ristabilita la serenità nella comunità tifernate; in più, furono organizzati una serie di matrimoni: Anna Vitelli, figlia di Niccolò e di Pantasilea Abocatelli sua moglie, venne data in sposa a Piergentile Fucci, mentre l'altra figlia, Maddalena, venne sposata da Gian Piero Bufalini. Ma comunque, le aspirazioni dei Fucci sul dominio assoluto di Città di Castello non cessarono: fu sventato un tentativo di riprendere la città nel 1485, in cui vennero mandati in esilio i Fucci sospettati di far parte del complotto. La morte sopraggiunse, per Niccolò Vitelli nel 6 gennaio 1486; due giorni prima, era stato dichiarato, per acclamazione, Padre della Patria. I funerali si tennero nella chiesa tifernate di San Domenico, mentre il corpo fu deposto nella chiesa di San Francesco.

## Matrimonio e discendenza
Niccolò ebbe numerosi figli:
- dalla moglie Pantasilea Abbocatelli:
  - Giovanni (?-1487);
  - Camillo (1459-1496);
  - Paolo (1461-1499);
  - Vitellozzo (1458-1503);
divennero tutti capitani di ventura, assicurando l'influenza della famiglia, con le loro discendenze, nel panorama politico, sia italiano sia europeo.
Le figlie femmine invece, furono protagoniste di una combinazione di matrimoni con più famiglie:
  - Lisa, sposò Nicola Bracciolini;
  - Anna, fu sposa di Piergentile Fucci;
  - Maddalena, sposò Gian Piero Bufalini.[10]
- figli naturali:
  - Primavera, sposò Gianfiglione Signorelli;
  - Giulio (1458-1530), vescovo di Città di Castello e condottiero;
  - Alessandro (?-dopo 1462).